# SS Stephen Hopkins
El SS Stephen Hopkins fue un carguero norteamericano clase Liberty cuya fama como Gallant Ships es por su combate con un enemigo mucho mejor armado forzando el hundimiento de un crucero auxiliar alemán, el Raider "J" o Stier, frente a las costas de Brasil, el 27 de septiembre de 1942, durante la Segunda Guerra Mundial.

## Breve historia
El SS Stephen Hopkins fue uno de los primeros de los 2.751 cargueros de su clase de la marina mercante norteamericana. Bautizado en honor a uno de los firmantes de la Declaración de Independencia de los Estados Unidos.
Fue botado el 11 de abril de 1942 en los astilleros Kaiser Yard, en Richmond, California y completado un mes después, siendo comisionado para el servicio el 1 de junio de ese año con 55 tripulantes incluido su capitán, Paul Buck.
Su primer destino fue a las islas Bora Bora llevando personal de la US Navy y material, arribando sin novedad el 20 de junio de 1942.
El 25 de junio arribó a Auckland en Nueva Zelanda y luego atravesando el mar de Tasmania se dirigió a Port Lincoln en Australia donde permaneció por casi 3 meses. El 2 de agosto de 1942, con carga de azúcar en sus bodegas fue destinado a Durban en África, un viaje de 18 días de navegación.
Al décimo día de navegación, el SS Stephen Hopkins se enfrentó una fuerte tormenta huracanada que lo obligó a reducir la marcha a 3 nudos.
La tripulación luchó denodadamente contra el embate de las olas por 24 horas llegando al "ojo de la tormenta" donde pudieron tomar respiro por unas horas, las olas causaron daños a las armas fijas en cubierta, Buck preparó a la tripulación para abandonar del buque en cualquier momento crítico.
El huracán continuó y el SS Stephen Hopkins soportó otros 5 días de lucha ininterrumpida, el viaje se alargó de 18 a 35 días, muchas planchas del casco se abrieron afortunadamente sobre la línea de flotación embarcando toneladas de agua, las bombas de achique salvaron la situación. En Durban, se creía al SS Stephen Hopkins perdido y cuando arribó a puerto en septiembre y se le tuvo que inspeccionar antes de permitir la entrada a puerto en prevención de que se hundiera bloqueándolo.
En Durban, se le realizaron las reparaciones necesarias mientras se le daba merecido descanso a la tripulación. Se le envió a Ciudad del Cabo donde descargó toda su carga y se le remitió a la Guayana Neerlandesa para embarcar bauxita, en condición de "en lastre" o sin carga zarpando el 19 de septiembre de 1942.
En ruta desde Ciudad del Cabo a la Guayana Neerlandesa fue interceptado en la amanecida del 27 de septiembre, a las 9: 30 horas por dos unidades corsarias alemanas, el Hilfskreuzer (crucero auxiliar)  Stier (HSK 6) y el aprovisionador  Tannenfels en una mañana neblinosa, debido a lo cual la distancia entre las naves al avistarse era de tan sólo 3 kilómetros.
El corsario alemán venía de transferir provisiones del Tannenfels cuando apareció el buque Liberty en el neblinoso horizonte.
El SS Stephen Hopkins estaba armado con 6 ametralladoras, dos cañones de 37 milímetros a proa y una pieza principal de 102 milímetros (4 pulgadas) a popa. Inmediatamente el Stier le disparó un cañonazo de advertencia señalándole parar máquinas y no usar la radio.
Ante la negativa a rendirse, un segundo cañonazo cayó sobre el tenaz mercante causando las primeras dos bajas. El capitán Paul Buck hizo un guiño a babor y ordenó responder el fuego con su mejor arma, el cañón de 4 pulgadas. Buck pensó que la acción era contra dos unidades enemigas al divisar al Tannenfels. 
Al servicio del cañón estaba el teniente de navío de la reserva naval Kenneth Willet, quien fue alcanzado por la metralla al acudir a su puesto de combate. Sin embargo, logró sobreponerse y cañonear al Stier. Un nuevo cañonazo del Stier estropeó el timón, interrumpiendo la defensa por unos instantes.
Pronto, todas las piezas del mercante americano disparaban hacia el corsario alemán que estaba a menos de 1 km de distancia. El corsario logró colocar impactos fatales en el SS Stephen Hopkins, tanto en la caseta de radio que no había cesado de mandar mensajes como en la sala de calderas. El ametrallamiento continuo empezó a acallar a los sirvientes de las ametralladoras. Kennet Willet logró al menos 15 impactos con su cañón de 102 mm sobre el corsario antes de que su propio puesto fuera destruido y él se transformara en una baja junto a un mecánico que había acudido a apoyarle.
Pero los impactos logrados por Willet sobre el Stier fueron sumando daños a la gravedad de los incendios que se propagaron en la cubierta, con lo que la situación se hizo pronto insostenible. El Tannenfels también recibió disparos que le causaron daños no menores.
El Stier logró un impacto sobre el puente descubierto del SS Stephen Hopkins que mató al capitán Buck, quien había dado la señal de abandono del mercante, el cual ardía furiosamente y se hundía por la popa. Los sobrevivientes lograron bajar un bote con 19 tripulantes y se alejaron del buque mercante que ya se hundía. En el Stier, arrojando borbotones de humo y con la imposibilidad de reparar los daños en timón y calderas, se ordenó el abandono y hundimiento del buque, apenas abandonado el Stier este explotó y se hundió. Los alemanes tuvieron 3 bajas y 33 heridos de diversa gravedad. Fueron recogidos por el Tannenfels. Los sobrevivientes americanos fueron ignorados o no descubiertos. Los supervivientes del SS Stephen Hopkins después de un mes de estar a la deriva, lograron alcanzar la costa brasileña, en el pueblo de Barra da Strabapoana. Sólo lo lograron 19 tripulantes de un total de 58 marinos.
El SS Stephen Hopkins fue inscrito en la lista de Gallant Ships de la marina mercante americana, por su acción heroica frente a un enemigo mejor armado y por forzar su hundimiento. Tanto al teniente de navío Kenneth Willet como al capitán Buck, se les concedió póstumamente la medalla Cruz de la Armada.